# Max Montezuma: Der Fluch der Azteken
Max Montezuma: Der Fluch der Azteken (im angloamerikanischen Raum Montezuma’s Return!) ist ein 1997 erschienenes Action-Adventure. Es ist eine Fortsetzung des 1983 von Parker Brothers veröffentlichten Spiels Montezuma’s Revenge.

## Handlung
Das Spiel handelt vom Soldaten Max Montezuma, der aufgrund eines Flugzeugabsturzes auf einer unerforschten Insel strandet. Schnell stellt sich heraus, dass auf dieser Insel eine alte verlorene Zivilisation der Azteken überlebt hat. Dies ist der Beginn eines gefährlichen Abenteuers, in dem er u. a. geschändete Gräber wiederherstellen und die Verbindung zwischen den alten Azteken und fliegenden Untertassen herstellen muss.

## Spielweise
Das Hauptziel ist, die Spielfigur bis zum Ende des aktuellen Spielabschnitts zu bewegen. Es gilt Schätze zu sammeln, Gegner zu beseitigen und Rätsel zu lösen. Es existieren insgesamt acht Level. In neueren Versionen ist oft ein neuntes Level spielbar.

## Grafik
Das Spiel verfügt über eine für damalige Verhältnisse sehr gute 3D-Grafik. Man kann sich in sechs Richtungen bewegen und es werden hochauflösende Grafiken mit bis zu 65.000 Farben gleichzeitig durch die Engine dargestellt.

## Andere Versionen
Es gab ebenfalls Versionen für den Game Boy und den Game Boy Color. Diese waren 2D-Spiele, ähnlich wie Montezuma’s Revenge. Entwickelt wurden die Spiele von Tarantula Studios und waren durchaus beliebt.